# Overdose (EP)
Overdose é o terceiro extended play do grupo masculino sino-coreano EXO, interpretado pelos subgrupos EXO-K e EXO-M. Ele foi lançado pela S.M. Entertainment em 7 de maio de 2014 em duas versões linguísticas, em coreano pelo EXO-K e em mandarim pelo EXO-M.

## Antecedentes e lançamento
Em 15 de abril de 2014 foi revelado que EXO faria seu retorno com o EP Overdose em 21 de abril do mesmo ano. Em 18 de abril, o retorno foi adiado devido ao naufrágio do Sewol. Através do site oficial do grupo, a SM Entertainment disse: "Depois do incidente que aconteceu em 16 de abril, todos os artistas da SM Entertainment, executivos e família da SM foram atingidos pela dor e simpatia. Depois de discutir o cronograma de lançamento da música do EXO, lançamento do álbum, e futuras promoções no país, a SM Entertainment decidiu adiar temporariamente o lançamento do mini-álbum 'Overdose', que estava previsto para 21 de Abril".
Em 4 de maio, EXO confirmou seu retorno para o dia 7. Os garotos adiaram seu retorno desde 15 de abril por causa do incidente da balsa Sewol, finalmente lançaram seu álbum oficialmente no dia 7 após as férias coreanas. A SM Entertainment revelou, "o mini-álbum do EXO 'Overdose', que tinha sido adiado depois de ouvimos a má notícia do naufrágio do Sewol para oferecer nossas condolências, será lançado no dia 7 de maio. SM Entertainment e EXO esperamos dar conforto e força durante estes tempos difíceis, fazendo o nosso melhor onde estamos. Nós mais uma vez damos nossas condolências e colocamos nossos corações juntos. Agradecemos a todos os fãs que estavam esperando pelo EXO e seu novo álbum".
Em 7 de maio de 2014, o EP foi lançado junto com os vídeos musicais canção Overdose, apesar de serem divulgados pelo canal oficial da S.M. Entertainment no YouTube os foram inicialmente divulgados pelo aplicativo do smartphone Samsung Music.

## Promoção
O grupo realizou o 'EXO Comeback Show' no dia 15 de abril de 2014.
O EXO-M fez seu retorno se apresentando no Global Chinese Music em 20 de abril. Enquanto o EXO-K promoveu a faixa título "Overdose" em vários programas musicais, incluindo Inkigayo, M! Countdown e Show! Music Core de 8 a 11 de maio. EXO-M realizou sua conferência de imprensa de retorno na China em 11 de maio.

## Recepção
A faixa em si alcançou um all-kill através de gráficos em tempo real, que incluiu Melon, Mnet, Bugs Music, Olleh, Soribada, Genie, e Naver Music nas primeiras horas. A versão em coreano e a versão em mandarim do álbum também criaram um perfeito "line-up" através dos gráficos.
O vídeo musical da canção "Overdose" recebeu mais de 1 milhão de visualizações em onze horas de sua liberação.
Ambas as versões do EP foram um sucesso comercial; A versão do EXO-K chegou ao número um no Gaon Album Chart e estreou no número dois nas paradas da Billboard World Albums Chart e a versão do EXO-M no número 5.
A versão do EXO-K entrou no Billboard 200. O álbum foi o lançamento mais bem sucedido por um ato coreano masculino e o terceiro ato de K-pop a entrar no gráfico em 2014, depois 2NE1 e Girls' Generation. O EP ficou na posição 129 do Billboard 200. O EP também estreou em 1º lugar no Billboard's Heatseekers Albums.
A versão do EXO-M chegou ao número dois no Gaon Album Chart.

## Lista de faixas
| N.º            | Título             | Duração |  |
| 1.             | "Overdose"         | 3:28    |  |
| 2.             | "Moonlight"        | 4:26    |  |
| 3.             | "Thunder"          | 3:13    |  |
| 4.             | "Run"              | 3:37    |  |
| 5.             | "Love, Love, Love" | 3:55    |  |
| Duração total: | Duração total:     | 18:35   |  |

## Desempenho nas paradas

### Álbum
| Gráfico                                | Melhores posições |
| -------------------------------------- | ----------------- |
| Coreia do Sul Gaon Weekly Albums Chart | 1                 |
| Coreia do Sul (Hanteo Album Chart)     | 1                 |
| Japão Oricon Weekly Albums Chart       | 3                 |
| Mundial (Billboard World Albums Chart) | 2                 |
| Billboard Heatseekers Albums           | 1                 |
| Billboard 200                          | 129               |

| Gráfico                                 | Melhores posições |
| --------------------------------------- | ----------------- |
| Coreia do Sul Gaon Monthly Albums Chart | —                 |

| Gráfico                                              | Melhores posições |
| ---------------------------------------------------- | ----------------- |
| Coreia do Sul Gaon Weekly Albums Chart               | 2                 |
| Coreia do Sul Gaon Weekly International Albums Chart | 1                 |
| Coreia do Sul (Hanteo Album Chart)                   | 2                 |
| Japão Oricon Weekly Albums Chart                     | 5                 |
| Mundial (Billboard World Albums Chart)               | 5                 |

| Gráfico                                               | Melhores posições |
| ----------------------------------------------------- | ----------------- |
| Coreia do Sul Gaon Monthly Albums Chart               | —                 |
| Coreia do Sul Gaon Monthly International Albums Chart | —                 |

## Vendas

### Álbum
| Gráfico                | Vendas                       |
| ---------------------- | ---------------------------- |
| Japão (Oricon)         | 12,562 (Versão em mandarim)  |
| Japão (Oricon)         | 21,887 (Versão em coreano)   |
| Coreia do Sul (Hanteo) | 138,300 (Versão em mandarim) |
| Coreia do Sul (Hanteo) | 180,200 (versão em coreano)  |
| Coreia do Sul (Gaon)   | (Versão em mandarim)         |
| Coreia do Sul (Gaon)   | (Versão em coreano)          |

## Histórico de lançamento
| Região        | Data              | Formato              | Gravadora                  |
| ------------- | ----------------- | -------------------- | -------------------------- |
| Mundialmente  | 7 de maio de 2014 | Download digital     | SM Entertainment           |
| Coreia do Sul | 7 de maio de 2014 | CD, download digital | SM Entertainment, KT Music |